# Nesospiza wilkinsi
Tentilhão-de-wilkins ou canário-grande-da-nightingale (Nesospiza wilkinsi) é uma espécie de ave da família Emberizidae.
É endémica de Santa Helena (território).
Os seus habitats naturais são: matagal de clima temperado e campos de gramíneas subantárcticos.